# Lista de capítulos de Berserk
O mangá Berserk é escrito e ilustrado por Kentaro Miura, e é publicado pela editora Hakusensha na revista Young Animal. A primeira publicação de Berserk foi em agosto de 1989, sem numeração a princípio, vindo a ter seu primeiro capítulo numerado depois dos 2 primeiros arcos, já tendo ultrapassado mais de 360 capítulos lançados atualmente. Nesta página, os capítulos estão listados por volume, com seus respectivos títulos originais (títulos originais na coluna secundária, os volumes de Berserk não são titulados). Alguns capítulos saíram apenas na Young Animal, não tendo sido lançados na forma de volumes, porém, eles também estarão listados aqui.
No Brasil, é licenciado e publicado em meio-tanko pela editora Panini Comics desde maio de 2005. Atualmente, é relançado pela Panini desde agosto de 2014, em formato original e revisado.

## Arcos de História
Berserk é dividido entre 5 arcos de história. São esses:
| Arco               | Volumes     | Capítulos    | Lançamento Original do Volume |
| ------------------ | ----------- | ------------ | ----------------------------- |
| O Espadachim Negro | 1–3         | -16–-9       | 26 de novembro de 1990        |
| Era de Ouro        | 3–14        | -8–94        | 25 de outubro de 1991         |
| Torre da Convicção | 14–21       | 95–176       | 29 de setembro de 1997        |
| Falcão Milenar     | 22–35       | 177–307      | 19 de dezembro de 2001        |
| Fantasia           | 35–presente | 308–presente | 29 de setembro de 2010        |

## Volumes 1~10
| - O Espadachim Negro (Início do arco: O Espadachim Negro) - O Estigma - O Anjo da Guarda da Ambição (1) | - 黒い剣士 (Kuroi Kenshi) - 烙印 (Rakuin) - 欲望の守護天使① (Yokubō no Shugotenshi ‹1›) |

| - O Anjo da Guarda da Ambição (2) - O Anjo da Guarda da Ambição (3) | - 欲望の守護天使② (Yokubō no Shugotenshi ‹2›) - 欲望の守護天使③ (Yokubō no Shugotenshi ‹3›) |

| - O Anjo da Guarda da Ambição (4) - O Anjo da Guarda da Ambição (5) - O Anjo da Guarda da Ambição (6) (Fim do arco: O Espadachim Negro) - A Era de Ouro (1) (Início do arco: A Era de Ouro) | - 欲望の守護天使④ (Yokubō no Shugotenshi ‹4›) - 欲望の守護天使⑤ (Yokubō no Shugotenshi ‹5›) - 欲望の守護天使⑥ (Yokubō no Shugotenshi ‹6›) - 黄金時代① (Ōgon Jidai ‹1›) |

| - A Era de Ouro (2) - A Era de Ouro (3) - A Era de Ouro (4) - A Era de Ouro (5) - A Era de Ouro (6) | - 黄金時代② (Ōgon Jidai ‹2›) - 黄金時代③ (Ōgon Jidai ‹3›) - 黄金時代④ (Ōgon Jidai ‹4›) - 黄金時代⑤ (Ōgon Jidai ‹5›) - 黄金時代⑥ (Ōgon Jidai ‹6›) |

| - A Era de Ouro (7) - A Era de Ouro (8) - 1. Ventos da Espada - 2. Zodd, o Nosferatu (1) - 3. Zodd, o Nosferatu (2) - 4. Zodd, o Nosferatu (3) - 5. Zodd, o Nosferatu (4) - 6. O Dono da Espada (1) | - 黄金時代⑦ (Ōgon Jidai ‹7›) - 黄金時代⑧ (Ōgon Jidai ‹8›) - 1. 剣風 (Kenpū) - 2. 不死のゾッド① (Nosuferatō no Zoddo ‹1›) - 3. 不死のゾッド② (Nosuferatō no Zoddo ‹2›) - 4. 不死のゾッド③ (Nosuferatō no Zoddo ‹3›) - 5. 不死のゾッド④ (Nosuferatō no Zoddo ‹4›) - 6. 剣の主① (Tsurugi no Aruji ‹1›) |

| - 7. O Dono da Espada (2) - 8. O Assassino (1) - 9. O Assassino (2) - 10. O Assassino (3) - 11. O Assassino (4) - 12. Algo Mais que Precioso - 13. Ao Ataque - 14. Confronto - 15. Caska (1) - 16. Caska (2) | - 7. 剣の主② (Tsurugi no Aruji ‹2›) - 8. 暗殺者① (Ansatsusha ‹1›) - 9. 暗殺者② (Ansatsusha ‹2›) - 10. 暗殺者③ (Ansatsusha ‹3›) - 11. 暗殺者④ (Ansatsusha ‹4›) - 12. 貴きもの (Tōtokimono) - 13. 出陣 (Shutsujin) - 14. 合戦 (Kassen) - 15. キャスカ① (Kyasuka ‹1›) - 16. キャスカ② (Kyasuka ‹2›) |

| - 17. Caska (3) - 18. Investida Suicida (1) - 19. Investida Suicida (2) - 20. Investida Suicida (3) - 21. Sãos e Salvos - 22. Tochas de Sonhos - 23. A Tomada de Dordley (1) - 24. A Tomada de Dordley (2) - 25. A Tomada de Dordley (3) - 26. A Tomada de Dordley (4) | - 17. キャスカ③ (Kyasuka ‹3›) - 18. 決死行① (Kesshikō ‹1›) - 19. 決死行② (Kesshikō ‹2›) - 20. 決死行③ (Kesshikō ‹3›) - 21. 生還 (Seikan) - 22. 夢のかがり火 (Yume no Kagaribi) - 23. ドルドレイ攻略戦① (Dorudorei Kōryakusen ‹1›) - 24. ドルドレイ攻略戦② (Dorudorei Kōryakusen ‹2›) - 25. ドルドレイ攻略戦③ (Dorudorei Kōryakusen ‹3›) - 26. ドルドレイ攻略戦④ (Dorudorei Kōryakusen ‹4›) |

| - 27. A Tomada de Dordley (5) - 28. A Tomada de Dordley (6) - 29. Retorno Triunfante - 30. Momento de Glória - 31. Lápide das Chamas (1) - 32. Lápide das Chamas (2) - 33. Numa Noite de Neve... - 34. A Manhã da Partida (1) - 35. A Manhã da Partida (2) - 36. A Manhã da Partida (3) | - 27. ドルドレイ攻略戦⑤ (Dorudorei Kōryakusen ‹5›) - 28. ドルドレイ攻略戦⑥ (Dorudorei Kōryakusen ‹6›) - 29. 凱旋 (Gaisen) - 30. 栄光の瞬間 (Eikō no Toki) - 31. 炎の墓標① (Honō no Bohyō ‹1›) - 32. 炎の墓標② (Honō no Bohyō ‹2›) - 33. ある雪の夜に・・・ (Aru Yuki no Yoru ni...) - 34. 旅立ちの朝① (Tabidachi no Asa ‹1›) - 35. 旅立ちの朝② (Tabidachi no Asa ‹2›) - 36. 旅立ちの朝③ (Tabidachi no Asa ‹3›) |

| - 37. Cavaleiro da Caveira - 38. O Começo da Noite Sem Fim - 39. A Queda do Falcão - 40. O Crepúsculo de um Sonho - 41. Torneio de Luta - 42. Os Fugitivos - 43. Lutador - 44. Companheiros de Batalha - 45. Declaração - 46. Feridas (1) - 47. Feridas (2) | - 37. 髑髏の騎士 (Dokuro no Kishi) - 38. 果てしなき夜の始まり (Hateshinaki Yoru no Hajimari) - 39. 墜ちた鷹 (Ochita Taka) - 40. 夢の終焉 (Yume no Shūen) - 41. 闘技会 (Tōgikai) - 42. 逃亡者たち (Tōbōsha-tachi) - 43. 闘者 (Tōsha) - 44. 戦友 (Sen'yū) - 45. 告白 (Kokuhaku) - 46. 傷① (Kizu ‹1›) - 47. 傷② (Kizu ‹2›) |

| - 48. Faíscas da Ponta da Espada - 49. Infiltração em Windham (1) - 50. Infiltração em Windham (2) - 51. Véspera do Festival (1) - 52. Véspera do Festival (2) - 53. Ruína Milenar - 54. Reencontro nas Profundezas das Trevas - 55. Caminho Sangrento - 56. Bakiraka (1) - 57. Bakiraka (2) - 58. A Flor do Castelo de Pedra | - 48. 切っ先の火花 (Kissaki no Hibana) - 49. ウィンダム潜入① (Windamu Sennyū ‹1›) - 50. ウィンダム潜入② (Windamu Sennyū ‹2›) - 51. 前夜祭① (Zen'yasai ‹1›) - 52. 前夜祭② (Zen'yasai ‹2›) - 53. 千年封土 (Sennen Hōdo) - 54. 深淵の再会 (Shin'en no Saikai) - 55. 血路 (Ketsuro) - 56. バーキラカ① (Bākiraka ‹1›) - 57. バーキラカ② (Bākiraka ‹2›) - 58. 石の王城の花 (Ishi no Shiro no Hana) |

## Volumes 11~20
| - 59. Cão Demoníaco (1) - 60. Cão Demoníaco (2) - 61. Cão Demoníaco (3) - 62. Cão Demoníaco (4) - 63. O Uivo da Besta Selvagem - 64. A Floresta do Massacre - 65. Luta Mortal (1) - 66. Luta Mortal (2) - 67. Armadura no Peito - 68. O Visitante que Voa... - 69. O Retorno do Imortal | - 59. 魔犬① (Maken ‹1›) - 60. 魔犬② (Maken ‹2›) - 61. 魔犬③ (Maken ‹3›) - 62. 魔犬④ (Maken ‹4›) - 63. 狂獣咆哮 (Kyōjū Hōkō) - 64. 惨劇の森 (Sangeki no Mori) - 65. 死闘① (Shitō ‹1›) - 66. 死闘② (Shitō ‹2›) - 67. 甲冑は胸に (Yoroi wa Mune ni) - 68. 飛来者・・・ (Hiraisha...) - 69. 不死者再び (Fushisha Futatabi) |

| - 70. Réquiem dos Ventos - 71. Os Guerreiros do Crepúsculo - 72. O Garoto do Beco - 73. Eclipse - 74. A Hora Prometida - 75. Descensão - 76. Hospedeiro Desumano - 77. O Castelo - 78. Despedida - 79. Banquete | - 70. 風の鎮魂歌 (Kaze no Rekuiemu) - 71. 黄昏の戦士達 (Tasogare no Senshi-tachi) - 72. 路地裏の少年 (Rojiura no Shōnen) - 73. 蝕 (Shoku) - 74. 約束の刻 (Yakusoku no Toki) - 75. 降臨 (Kōrin) - 76. 人外百鬼 (Ningai Hyakki) - 77. 城 (Shiro) - 78. 決別 (Ketsubetsu) - 79. 宴 (Utage) |

| - 80. Tempestade da Morte (1) - 81. Tempestade da Morte (2) - 82. O Deus do Abismo - 84. Sangue Fresco - 85. Movimento Fetal - 86. Nascimento - 87. A Última Visão do Olho Direito - 88. Evasão - 89. Despertando do Pesadelo - 90. Correndo - 91. A Promessa de Revanche | - 80. 死の嵐① (Shi no Arashi ‹1›) - 81. 死の嵐② (Shi no Arashi ‹2›) - 82. 深淵の神 (Shin'en no Kami) - 84. 鮮血 (Senketsu) - 85. 胎動 (Taidō) - 86. 誕生 (Tanjō) - 87. 右目の残照 (Migime no Zanshō) - 88. 脱出 (Dasshutsu) - 89. 悪夢にめざめて (Akumu ni Mezamete) - 90. 疾走 (Shissō) - 91. 反撃の誓い (Hangeki no Chikai) |

| - 92. Demônio Infante - 93. Armadura - 94. Aquele que Mata Dragões (Fim do arco: A Era de Ouro) - 95. O Retorno do Espadachim Negro (Início do arco: Torre da Convicção) - 96. Os Elfos do Vale da Neblina - 97. Jill - 98. Revoada - 99. Insetos Sinistros - Omake. Berserk - O Protótipo | - 92. 幼魔 (Yōma) - 93. 武装 (Busō) - 94. ドラゴンを狩る者 (Doragon o Karu Mono) - 95. 黒い剣士、再び (Kuroi Kenshi, Futatabi) - 96. 霧の谷の妖精 (Kiri no Tani no Yōsei) - 97. ジル (Jiru) - 98. 飛来 (Hirai) - 99. 妖虫 (Yōchū) - Omake. BERSERK - THE PROTOTYPE |

| - 100. Rainha - 101. Fogo-Fátuo - 102. Pirkaf dos Olhos Vermelhos - 103. Lembranças de uma Menina - 104. O Mundo dos Seres Alados - 105. Guardiões (1) - 106. Guardiões (2) - 107. Os Perseguidores - 108. Vale da Neblina (1) - 109. Vale da Neblina (2) - 110. Casulo | - 100. 女王 (Kuīnu) - 101. 鬼火 (Onibi) - 102. 赤い目のピーカフ (Akai Me no Pīkafu) - 103. 追憶の少女 (Tsuioku no Shōjo) - 104. 羽あるものの世界 (Hanearumono no Sekai) - 105. 守護者① (Gādian ‹1›) - 106. 守護者② (Gādian ‹2›) - 107. 追跡者 (Tsuisekisha) - 108. 霧の谷① (Kiri no Tani ‹1›) - 109. 霧の谷② (Kiri no Tani ‹2›) - 110. 繭 (Mayu) |

| - 111. Monstro - 112. Demônio Alado - 113. Sangue no Céu Noturno - 114. Entre o Maligno e o Humano - 115. Vaga-lume - 116. De Volta para Casa - 117. Elfos do Céu Azul - 118. Fera da Escuridão - 119. Cavaleiros das Correntes Sagradas (1) - 120. Cavaleiros das Correntes Sagradas (2) - 121. Ídolo Vazio | - 111. 怪物 (Kaibutsu) - 112. 空魔 (Kūma) - 113. 鮮血の夜空 (Senketsu no Yozora) - 114. 魔と人の狭間 (Ma to Hito no Hazama) - 115. 蛍 (Hotaru) - 116. 家路 (Ieji) - 117. 青空の妖精 (Sora no Yōsei) - 118. 闇の獣 (Yami no Kedamono) - 119. 聖鉄鎖騎士団① (Seitessa Kishi-dan ‹1›) - 120. 聖鉄鎖騎士団② (Seitessa Kishi-dan ‹2›) - 121. 空洞の偶像 (Kūdō no Gūzō) |

| - 122. Aqueles que Não Veem - 123. Noite dos Milagres - 124. Idas e Vindas - 125. Manhã da Verdade - 126. Revelação (1) - 127. Revelação (2) - 128. Revelação (3) - 129. Fissura na Espada - 130. A Chama Frágil - 131. Para a Terra Sagrada (1) - 132. Para a Terra Sagrada (2) | - 122. 見ざる者 (Mizaru Mono) - 123. 奇跡の夜 (Kiseki no Yoru) - 124. 去来 (Kyorai) - 125. 真実の朝 (Shinjitsu no Asa) - 126. 啓示① (Keiji ‹1›) - 127. 啓示② (Keiji ‹2›) - 128. 啓示③ (Keiji ‹3›) - 129. 刃の亀裂 (Yaiba no Kiretsu) - 130. かよわき炎 (Kayowaki Honō) - 131. 聖地へ① (Seichi e ‹1›) - 132. 聖地へ② (Seichi e ‹2›) |

| - 133. Batedores Kushan (1) - 134. Batedores Kushan (2) - 135. À Sombra da Torre (1) - 136. À Sombra da Torre (2) - 137. Filhos das Sombras - 138. Fanático - 139. Entranhas da Terra Sagrada - 140. Bruxa - 141. Caminho Misterioso (1) - 142. Caminho Misterioso (2) - 143. O Pilar em Chamas | - 133. クシャーン斥候① (Kushān Sekkō ‹1›) - 134. クシャーン斥候② (Kushān Sekkō ‹2›) - 135. 影の塔① (Kage no Tō ‹1›) - 136. 影の塔② (Kage no Tō ‹2›) - 137. 影の子ら (Kage no Kora) - 138. 猛信者 (Mōshinja) - 139. 聖地のはらわた (Seichi no Harawata) - 140. 魔女 (Majo) - 141. 怪道① (Kaidō ‹1›) - 142. 怪道② (Kaidō ‹2›) - 143. 炎の柱 (Honō no Hashira) |

| - 144. O Espadachim Negro na Terra Sagrada - 145. Fuga Errante - 146. O Garoto Ambicioso - 147. Covil de Demônios - 148. Reencontro - 149. Emboscada - 150. Precipício - 151. Reféns - 152. A Virgem de Ferro - 153. Sangradouro dos Mortos (1) - 154. Sangradouro dos Mortos (2) | - 144. 聖地の黒い剣士 (Seichi no Kuroi Kenshi) - 145. 迷走 (Meisō) - 146. 野望少年 (Yabō Shōnen) - 147. 魔窟 (Makutsu) - 148. 再会 (Saikai) - 149. 伏兵 (Fukuhei) - 150. 断崖 (Dangai) - 151. 虜囚 (Ryoshū) - 152. 鉄の処女 (Tetsu no Shojo) - 153. 亡者の血流① (Mōja no Ketsuryū ‹1›) - 154. 亡者の血流② (Mōja no Ketsuryū ‹2›) |

| - 155. A Teia da Aranha - 156. Aqueles que Dançam no Topo, Aqueles que Rastejam nas Profundezas - 157. Anjos do Inferno - 158. O Desconhecido do Fundo do Abismo - 159. Aquele que Teme - 160. Presságio - 161. Mártir - 162. Desmoronamento - 163. A Sombra de uma Ideia (1) - 164. A Sombra de uma Ideia (2) - 165. A Sombra de uma Ideia (3) | - 155. 蜘蛛の糸 (Kumo no Ito) - 156. 頂に舞うもの底に這うもの (Itadaki ni Maumono Soko ni Haumono) - 157. ヘルス・エンジェルス (Herusu Enjerusu) - 158. 底の底の知られぬ者 (Soko no Soko no Shirarenu mono) - 159. 脅えし者 (Obieshimono) - 160. 兆し (Kizashi) - 161. 殉教 (Junkyō) - 162. 崩壊 (Hōkai) - 163. イデアの影① (Idea no Kage ‹1›) - 164. イデアの影② (Idea no Kage ‹2›) - 165. イデアの影③ (Idea no Kage ‹3›) |

## Volumes 21~30
| - 166. Peixe se Debatendo - 167. Padre Abominável (1) - 168. Padre Abominável (2) - 169. Aquele que Defende, Aquele que Luta - 170. Tsunami das Trevas (1) - 171. Tsunami das Trevas (2) - 172. Ressonância - 173. Caindo dos Céus - 174. Aurora - 175. Surgimento - 176. Decisão e Partida (Fim do arco: Torre da Convicção) | - 166. 跳魚 (Hane Uo) - 167. 怪僧① (Kaisō ‹1›) - 168. 怪僧② (Kaisō ‹2›) - 169. 縋る者もがく者 (Sugarumono Mogakumono) - 170. 闇の津波① (Yami no Tsunami ‹1›) - 171. 闇の津波② (Yami no Tsunami ‹2›) - 172. 共鳴 (Kyōmei) - 173. 天墜つ (Ten Otsu) - 174. 暁 (Akatsuki) - 175. 出現 (Shutsugen) - 176. 決意と旅立ち (Ketsui to Tabidachi) |

| - 177. Um Mundo em Ruínas (Início do arco: Falcão Milenar) - 178. O Reencontro na Colina das Espadas - 179. A Fera Espadachim Contra o Espadachim Negro - 180. Imutável - 181. Prelúdio das Crônicas de Guerra - 182. A Violência dos Kushans - 183. Os Ventos da Batalha (1) - 184. Os Ventos da Batalha (2) - 185. Neve e Chamas e... (Início) - 186. Neve e Chamas e... (Fim) | - 177. ほころぶ世界 (Hokorabu Sekai) - 178. 剣の丘の再会 (Ken no Oka no Saikai) - 179. 獣剣士対黒い剣士 (Kedamono Kenshi Tai Kuroi Kenshi) - 180. 不変 (Fuhen) - 181. 戦記の序章 (Senki no Joshō) - 182. クシャーン猛襲 (Kushān Mōshū) - 183. 鬨の風① (Toki no Kaze ‹1›) - 184. 鬨の風② (Toki no Kaze ‹2›) - 185. 雪と炎と/前篇 (Yuki to Honō to /Zenpen) - 186. 雪と炎と/後篇 (Yuki to Honō to /Kōhen) |

| - 187. Jornada de Inverno (1) - 188. Jornada de Inverno (2) - 189. Tempo Desperdiçado - 190. As Presas do Ego - 191. Reencontro no Campo - 192. Demônio Guerreiro - 193. A Flâmula da Espada Alada - 194. Asas de Luz e Trevas - 195. Noite de Estrelas Cadentes - 196. Como Recém-nascida | - 187. 冬の旅路① (Fuyu no Tabiji ‹1›) - 188. 冬の旅路② (Fuyu no Tabiji ‹2›) - 189. こぼれた時間 (Koboreta Toki) - 190. 我牙 (Gaki) - 191. 荒れ野の再会 (Areno no Saikai) - 192. 戦魔 (Senma) - 193. 飛剣の御旗 (Hiken no Ohata) - 194. 光と闇の翼 (Hikari to Yami no Tsubasa) - 195. 星降る夜 (Hoshi Furu Yoru) - 196. 嬰児の如く (Midorigo no Gotoku) |

| - 197. Trolls - 198. Bruxa - 199. A Mansão do Espírito da Árvore (1) - 200. A Mansão do Espírito da Árvore (2) - 201. Plano Etéreo - 202. Pedra Mágica - 203. Os Elementais - 204. Vila Enoch - 205. Ambição e Lembranças - 206. Ataque dos Trolls | - 197. 獣鬼 (Torōru) - 198. 魔女 (Majo) - 199. 霊樹の館① (Reiju no Kan ‹1›) - 200. 霊樹の館② (Reiju no Kan ‹2›) - 201. 幽界 (Kakuriyo) - 202. 魔石 (Maseki) - 203. 元素霊 (Erementaru) - 204. イーノック村 (Īnokku Mura) - 205. 野望と追憶 (Yabō to Tsuioku) - 206. 獣鬼襲来 (Torōru Shūrai) |

| - 207. Espada Mágica - 208. O Espelho do Crime - 209. Magia - 210. O Segredo da Oração - 211. Horda Demoníaca (1) - 212. Horda Demoníaca (2) - 213. Torrente - 214. Xamã - 215. Qliphot - 216. Imundície | - 207. 魔法の剣 (Mahō no Ken) - 208. 罪の鏡 (Tsumi no Kagami) - 209. 魔術 (Majikku) - 210. 祈りの奥義 (Inori no Ōgi) - 211. 魔群① (Magun ‹1›) - 212. 魔群② (Magun ‹2›) - 213. 激流 (Gekiryū) - 214. シャーマン (Shāman) - 215. 闇 (Kurifoto) - 216. 汚濁 (Odaku) |

| - 217. Castigo (Punição) - 218. Castigo (Salvação) - 219. Às Margens do Mundo da Morte - 220. A Princesa Devassa do Mar de Entranhas - 221. Companheiros - 222. Marca das Garras - 223. Em Chamas (1) - 224. Em Chamas (2) - 225. A Armadura de Berserk (1) - 226. A Armadura de Berserk (2) | - 217. 報い‹むくい› (Mukui ‹Mukui›) - 218. 報い‹すくい› (Sukui ‹Sukui›) - 219. 黄泉のほとり (Yomi no Hotori) - 220. 胎海の娼姫 (Harawada no Shōki) - 221. 道連 (Nakama) - 222. 爪痕 (Tsumeato) - 223. 炎上① (Enjō ‹1›) - 224. 炎上② (Enjō ‹2›) - 225. 狂戦士の甲冑① (Kyō Senshi no Katchū ‹1›) - 226. 狂戦士の甲冑② (Kyō Senshi no Katchū ‹2›) |

| - 227. Dragão de Fogo - 228. Profundezas do Inferno Flamejante - 229. As Chamas da Partida - 230. Cidade Demoníaca - 231. Temível Tirano - 232. Daka - 233. Cavaleiros Demoníacos - 234. Divindade Demoníaca - 235. O Despertar da Princesa Adormecida - 236. Maresia | - 227. 火竜 (Hiryū) - 228. 業火の底 (Gōka no Soko) - 229. 炎の旅立ち (Honō no Tabidachi) - 230. 魔都 (Mato) - 231. 恐帝 (Kyōtei) - 232. 鬼兵 (Dāka) - 233. 魔騎士 (Makishi) - 234. 魔神 (Majin) - 235. 眠り姫の目覚め (Nemuri-hime no Mezame) - 236. 潮騒 (Shiosai) |

| - 237. Presságios Profetizados - 238. O Garoto Sob o Luar - 239. Demônios Familiares - 240. Neblina Misteriosa - 241. Makara - Monstro do Mar - 242. Estrondo do Mar - 243. Jnana - O Transcedente - 244. Distrito-base - 245. Cidade de Gente - 246. A Filhote de Gavião e a Corujinha no Cais | - 237. 告げられし兆し (Tsugerareshi Kizashi) - 238. 月下の少年 (Gekka no Shōnen) - 239. 使い魔 (Tsukaima) - 240. 怪霧 (Kaikiri) - 241. 怪霧‹マカラ› (Kaijū ‹Makara›) - 242. 海鳴り (Uminari) - 243. 超者‹ジャンアーニン› (Chōja ‹Jan'ānin›) - 244. 鎮守府 (Chinjūfu) - 245. 人間の都市 (Hito no Machi) - 246. 桟橋のトンビとフクロウ (Sanbashi no Tonbi to Fukurō) |

| - 247. Ferimento - 248. O Guerreiro - 249. Um Jantar em Família - 250. De Volta ao Ninho - 251. Van Dimion - 252. Pelos Labirintos do Jardim - 253. Como Lírio no Campo - 254. Mãe - 255. O Baile - 256. O Salão dos Pilares | - 247. 刃傷 (Ninjō) - 248. 武者 (Musha) - 249. ささやかな晩餐 (Sasayaka na Bansan) - 250. 帰巣 (Kisō) - 251. ヴァンディミオン (Vandimion) - 252. 庭園にて (Teien nite) - 253. 野の白百合 (No no Shirayuri) - 254. 母 (Haha) - 255. 舞踏会 (Butōkai) - 256. 列柱の間 (Rechū no Aida) |

| - 257. Duelo - 258. Soberano dos Domínios Religiosos - 259. Tigres Demoníacos - 260. Invasão - 261. Gaiola Enferrujada - 262. Declaração de Guerra - 263. Incursão das Feras Demoníacas - 264. Sinais dos Céus - 265. Cidade das Feras Demoníacas (1) - 266. Cidade das Feras Demoníacas (2) | - 257. 決闘 ‹DUEL› (Kettō ‹Duel›) - 258. 教圏の宗主 (Kyōken no Sōsha) - 259. 妖虎 (Yōko) - 260. 乱入 (Rannyū) - 261. 錆びた鳥籠 (Sabita Torikago) - 262. 宣戦布告 (Sensen Fukoku) - 263. 妖獣侵攻 (Yōjū Shinkō) - 264. 天啓 (Tenkei) - 265. 妖獣都市① (Yōjū Toshi ‹1›) - 266. 妖獣都市② (Yōjū Toshi ‹2›) |

## Volumes 31~Atual
| - 267. Baía Escaldante - 268. Roda em Chamas - 269. Espada Selvagem - 270. Paramarishi Senâni - O General Iluminado - 271. Magia do Oriente - 272. Aquele que Serpenteia - 273. Chama Explosiva - 274. Imperador dos Relâmpagos - 275. Ataque do Exército Demoníaco - 276. Nuvens Densas | - 267. 灼熱湾 (Shakunetsu Wan) - 268. 火炎輪 ‹ブレイズ·ロッド› (Kaenrin ‹Bureizu Roddo›) - 269. 剣獣 (Kenjū) - 270. 仙将 ‹パラマリシヤ·センアーンイー› (Senshō ‹Paramarishia Sen'ān'ī›) - 271. 東方魔術 (Tōhō Majutsu) - 272. 塒巻く者 (Toguro Makumono) - 273. 爆炎 (Bakuen) - 274. 雷帝 (Raitei) - 275. 魔軍襲来 (Magun Shūrai) - 276. 叢雲 (Murakumo) |

| - 277. Bala Humana - 278. Zarpar - 279. A Grande Invasão (1) - 280. A Grande Invasão (2) - 281. Chegada Repentina - 282. Rasgando o Campo de Batalha - 283. Vendaval - 284. Exército Oficial de Midland - 285. Herói - 286. A Bordo | - 277. 肉弾 (Nikudan) - 278. 船出 (Funade) - 279. 大侵攻① (Daishinkō ‹1›) - 280. 大侵攻② (Daishinkō ‹2›) - 281. 飛来 (Hirai) - 282. 裂ける戦場 (Sakeru Senjō) - 283. 風巻 (Shimaki) - 284. ミッドランド正規軍 (Middorando Taikigun) - 285. 英雄 (Eiyū) - 286. 船上にて (Senjō Nite) |

| - 287. Bolhas de Água - 288. Batalha Naval (1) - 289. Batalha Naval (2) - 290. Um Uivo Vindo da Escuridão - 291. Sonho Premonitório - 292. Névoa da Morte - 293. Trevas Silenciosas - 294. Êxodo - 295. Deus Corrupto - 296. Céu Estrondoso | - 287. 水泡 (Suibō) - 288. 海戦① (Kaisen ‹1›) - 289. 海戦② (Kaisen ‹2›) - 290. 闇からの咆哮 (Yami kara no Hōkō) - 291. 予知夢 (Yochimu) - 292. 死の霧 (Shi no Kiri) - 293. 静寂なる闇 (Seijaku Naru Yami) - 294. エクソダス (Ekusodasu) - 295. 末神 (Matsukami) - 296. 轟天 (Goten) |

| - 297. O Titã Cego - 298. Demônios Liberados - 299. Combate de Não-humanos - 300. Sacerdotisa do Falcão - 301. Caos - 302. Bater Asas - 303. Contraluz - 304. Fissura - 305. A Criação do Mundo - 306. Fantasia | - 297. 盲目の巨神 (Mōmoku no Kyoshin) - 298. 放魔 (Hōma) - 299. 人外の戦場 (Jingai no Senjō) - 300. 鷹の巫女 (Taka no Miko) - 301. 混沌 (Konton) - 302. 飛翔 (Hishō) - 303. 逆光 (Gyakkō) - 304. 亀裂 (Kiretsu) - 305. 開闢 (Kaibyaku) - 306. 幻造世界 (Fantajia) |

| - 307. Falconia (Fim do arco: Falcão Milenar) - 308. Navio-fantasma (1) (Início do arco: Fantasia em andamento) - 309. Navio-fantasma (2) - 310. Navio-fantasma (3) - 311. Uma Ilha Isolada - 312. Filha das Águas Retumbantes - 313. Seres do Mar Sinistro - 314. Tentáculos Humanos - 315. Navio-tentáculo | - 307. ファルコニア (Farukonia) - 308. 幽霊船① (Yūreisen ‹1›) - 309. 幽霊船② (Yūreisen ‹2›) - 310. 幽霊船③ (Yūreisen ‹3›) - 311. 孤島 (Kotō) - 312. 鳴る瀬ろの娘 (Narusero no Musume) - 313. 禍海の者共 (Magawada no Monodomo) - 314. 人触手 (Hito Shokusha) - 315. 触手船 (Shokusha Fune) |

| - 316. Lua Cheia (1) - 317. Lua Cheia (2) - 318. Guerreiro Bestial - 319. Deus do Mar (1) - 320. Deus do Mar (2) - 321. Deus do Mar (3) - 322. Coração Retumbante - 323. Chamado Profundo - 324. Merrow (1) | - 316. 満月① (Mangetsu ‹1›) - 317. 満月② (Mangetsu ‹2›) - 318. 獣士 (Kedamono) - 319. 海神① (Kaijin ‹1›) - 320. 海神② (Kaijin ‹2›) - 321. 海神③ (Kaijin ‹3›) - 322. 震臓 (Shinzō) - 323. 深き呼び声 (Fukaki Yobigoe) - 324. 人魚① (Merō ‹1›) |

| - 325. Merrow (2) - 326. Canto em Coro - 327. Emergindo - 328. Estrela Cadente - 329. Um Dia Distante de uma Flor Primaveril (1) - 330. Um Dia Distante de uma Flor Primaveril (2) - 331. Um Dia Distante de uma Flor Primaveril (3) - 332. Caravana - 333. Paraíso | - 325. 人魚② (Merō ‹2›) - 326. 声連 (Seiren) - 327. 浮上 (Fujō) - 328. 流星 (Ryūsei) - 329. 遠い日の春花① (Tōi Hi no Shunka ‹1›) - 330. 遠い日の春花② (Tōi Hi no Shunka ‹2›) - 331. 遠い日の春花③ (Tōi Hi no Shunka ‹3›) - 332. 幌馬車 (Horobasha) - 333. 楽土 (Paradaisu) |

| - 334. Cidade de Gente - 335. Direito Divino - 336. Pandemônio - 337. Ponte da Ruptura - 338. Assassino do Crepúsculo - 339. O Reinado sob o Luar - 340. Luta na Escuridão - 341. Voo de Fuga - 342. Desembarque | - 334. 人の都 (Hito no Miyako) - 335. 王權神授 (Ōken Shinju) - 336. 万魔殿 (Ban-maden) - 337. 別離の橋 (Betsuri no Hashi) - 338. 夕闇の死客 (Yūyami no Shikaku) - 339. 月下の王都 (Gekka no Ōto) - 340. 暗闘 (Antō) - 341. 逃飛翔 (Tō Hishō) - 342. 上陸 (Jōriku) |

| - 343. Fantoche Flamejante - 344. Vilarejo das Bruxas - 345. Arquimago - 346. Elfhelm - 347. Rei da Tempestade das Flores - 348. Resíduos Sombrios - 349. Passagem dos Sonhos - 350. Fragmentos de Memória | - 343. 炎の人形 (Honō no Ningyō) - 344. 魔女の村 (Majo no Mura) - 345. 大導師 (Daidōshi) - 346. 妖精郷 (Erufuherumu) - 347. 花吹雪く王 (Hana Fubuku Ō) - 348. 薄闇の荒野 (Usukuragari no Kōya) - 349. 夢の回廊 (Yume no Kairō) - 350. 記憶の欠片 (Kioku no Kakera) |

| - 351. Floresta de Corpos e Pinheiros de Agulha - 352. A Causa - 353. O Fragmento Final - 354. Despertar - 355. Sob as Árvores da Primavera - 356. Jötunn - 357. Retorno Triunfante ao Amanhecer | - 351. 屍と針杉の森 (Shikabane to Harisugi no Mori) - 352. 元凶 (Genkyō) - 353. 最後の欠片 (Saigo no Kakera) - 354. 覚醒 (Mezame) - 355. 木漏れ日の下で (Komorebi no Shita de) - 356. 巨人 (Yotun) - 357. 有明の凱旋 (Ariake no Gaisen) |

| - 358. O Amanhecer do Império - 359. Barreira - 360. O Pomar das Cerejeiras - 361. Ravina - 362. Visão da Morte - 363. Macaco Saltitante - 364. Uma Lágrima Como o Orvalho da Manhã | - 358. 帝国の黎明 (Teikoku no Reimei) - 359. 障壁 (Shōheki) - 360. 桜の園 (Sakura no Sono) - 361. 渓谷 (Keikoku) - 362. 幻死 (Genshi) - 363. 跳猿 (Chōen) - 364. 朝露の涙 (Asatsuyu no Namida) |

| - 365. Calmaria da Lua Minguante - 366. Olho do Maelstrom - 367. Enfraquecimento enevoado das flores de cerejeira - 368. Devoradores - 369. Ilha Fading - 370. Refugiados no Mar Ocidental - 371. Uma luz moribunda na noite escura como breu - 372. O Corvo Vermelho Dorme na Gaiola - 373. Faixas de ferro enferrujadas incapazes de empurrar | - 365. 十六夜のしじま (Izayoi no Shijima) - 366. 潮流の目 (Maerusutoromu no Me) - 367. 桜散霧消 (Ōsanmushō) - 368. 蝕む者たち (Mushibamu Monotachi) - 369. 泡沫の孤島 (Utakata no Kotō) - 370. 西海の流民 (Saikai no Ryūmin) - 371. 狭き暗夜に消ゆる灯火 (Semaki An'ya ni Kiyuru Tomoshibi) - 372. 赤の渡鴉は鳥籠で眠る (Aka no Watarigarasu wa Torikago de Nemuru) - 373. 歩みかなわぬ錆びた鉄輪 (Ayumi Kanawanu Sabita Kanawa) |

| - 374. Calmaria da Lua Minguante - 375. Olho do Maelstrom - 376. Enfraquecimento enevoado das flores de cerejeira - 377. Devoradores - 378. Ilha Fading - 379. Refugiados no Mar Ocidental - 380. Uma luz moribunda na noite escura como breu - 381. O Corvo Vermelho Dorme na Gaiola - 382. Faixas de ferro enferrujadas incapazes de empurrar | - 374. 十六夜のしじま (Izayoi no Shijima) - 375. 潮流の目 (Maerusutoromu no Me) - 376. 桜散霧消 (Ōsanmushō) - 377. 蝕む者たち (Mushibamu Monotachi) - 378. 泡沫の孤島 (Utakata no Kotō) - 379. 西海の流民 (Saikai no Ryūmin) - 380. 狭き暗夜に消ゆる灯火 (Semaki An'ya ni Kiyuru Tomoshibi) - 381. 赤の渡鴉は鳥籠で眠る (Aka no Watarigarasu wa Torikago de Nemuru) - 382. 歩みかなわぬ錆びた鉄輪 (Ayumi Kanawanu Sabita Kanawa) |

### Capítulos que não foram compilados em volume
Os seguintes não foram lançados em volumes coletados a partir do lançamento do volume 42:
| 83.  | O Deus do Abismo                                         | 深淵の神② (Shin'en no Kami ‹2›)                                                              |
| 374. | A besta negra adormecida está aguardando a hora?         | 眠れる黒の獣はただ静かに佇むのか (Nemureru Kuro no Kemono wa Tada Shizuka ni Tatazumu no Ka) |
| 375. | Amanhece na névoa inflexível da noite                    | 晴れぬ夜霧の朝まだき (Harenu Yogiri no Asamadaki)                                            |
| 376. | Superfície trêmula do mar, e sombra da guerra calamitosa | 震える海面と悲惨な戦争の影 (Furueru Kaimen para Hisan'na Sensō no Kage)                      |
| 377. | A víbora em seu seio                                     | 胸の中の蛇 (Mune no Naka no Hebi)                                                            |
| 378. | O Assassino Convidado                                    | 招かれし刺客                                                                                 |
| 379. | Aqueles que dançam nas profundezas do inferno            | 阿鼻無間に踊る者たち                                                                         |
| 380. | Sombras morrem duas vezes                                |                                                                                              |

1. ↑  O capítulo 83 foi deixado de fora da compilação do volume 13 após uma decisão de Kentaro Miura, que se arrependeu de ter explorado o conceito de Deus tão cedo na história.